# LOSC Lille (femminile)
Il LOSC Lille, noto semplicemente come Lille o OSC Lille (OSC Lilla) (in italiano Lilla), è una squadra di calcio femminile francese, sezione femminile dell'omonimo club con sede a Lilla, capoluogo della regione dell'Alta Francia (Hauts-de-France), nel dipartimento del Nord. Milita in Seconde Ligue, la seconda serie del campionato francese.
Istituita nell'estate 2015, dopo che la società aveva assorbito il Football Féminin de Templemars-Vendeville (FFTV), si iscrisse alla Division 2 Féminine, secondo livello del campionato francese, riuscendo a conquistare la promozione Division 1 Féminine al termine della sua seconda stagione. La squadra, guidata dal tecnico Dominique Carlier dall'estate 2018, ha disputato il campionato di Division 1 Féminine 2018-2019.

## Storia
Nell'estate 2015 la dirigenza del LOSC Lille decide di istituire una sua sezione femminile da iscrivere al campionato nazionale di categoria, assorbendo il Football Féminin de Templemars-Vendeville (FFTV). Affidata al tecnico Jérémie Descamps, dopo la sua prima stagione in Division 2 Féminine, secondo livello del campionato francese, al termine del campionato 2016-2017 riesce a conquistare la promozione in Division 1 Féminine.
Al suo primo campionato in Division 1 la squadra , grazie anche alle 7 reti del neoacquisto Ouleymata Sarr, la squadra risulta competitiva riuscendo a raggiungere il sesto posto e un'agevole salvezza.
La squadra, guidata dal tecnico Dominique Carlier dall'estate 2018, fatica a ritrovare la competitività della precedente stagione, non riuscendo in campionato a staccarsi dalla parte bassa della classifica, e alla 22ª e ultima giornata perdendo per 3-2 l'incontro con il Montpellier facendosi sorpassare dal Metz, terminando in 11ª posizione e, di conseguenza, retrocedendo in Division 2. Diversa la sua progressione in Coppa di Francia, dove dopo aver sconfitto 3-0 in semifinale il Paris FC, si gioca la sua prima finale di Coppa. L'incontro, deciso tutto nel secondo tempo, vede il Lilla andare sotto di due gol, riaccendere le sue chance con la rete di Ouleymata Sarr che al 68' accorcia le distanze sul 2-1, ma che con il calcio di rigore siglato all'83' da Wendie Renard vede definitivamente sfumare l'occasione di conquistare il suo primo trofeo in bacheca.

## Palmarès
- Campionato francese di seconda divisione: 1

2016-2017